# Алексеев, Олег Алексеевич
Олег Алексеевич Алексеев (1934—2001) — советский писатель, поэт.

## Биография
Олег Алексеевич Алексеев родился в деревне М. Мохновка 23 сентября 1934 года. Крещён в церкви села Владимерец — бабкой, вопреки желанию родителей — директора и учителя школы в деревне Горбово (в настоящее время не существует). Детские годы провёл в Горбово. Во время Великой Отечественной войны деревня была полностью сожжена фашистами и даже после окончания войны осталась не восстановленной.
После окончания 8-летки переехал в Остров. В результате несчастного случая (взрыв гранаты) в 14-летнем возрасте потерял часть пальцев рук.
Первые стихи написал в 10 лет, начал публиковаться в островской газете — в 15 лет.
В 1953 году поступил в Литературный институт им. Горького в Москве на отделение «поэзия». После института работал на телевидении в Новосибирске, потом вернулся в Москву.
Автор поэтических сборников «Гремок», «Горячий снег». «Волхова», «Снежа», «Белозерье», «Отлунье». Сборник рассказов для детей о Великой Отечественной войне «Горячие гильзы» 3 раза переиздавался в СССР и был издан в Чехословакии на словацком языке. Автор историко-фантастических повестей — «Крепость Александра Невского», «Ратные луга», «Рассвет на Непрядве», за которые награждён Премией имени Николая Островского.
После распада СССР практически не печатался.
Последние годы жил в деревне Малая Губа Островского района.
Умер в ноябре 2001 года. Похоронен в Острове.